# 309 Fraternitas
309 Fraternitas је астероид главног астероидног појаса. Приближан пречник астероида је 45,32 km,
а средња удаљеност астероида од Сунца износи 2,665 астрономских јединица (АЈ).
Инклинација (нагиб) орбите у односу на раван еклиптике је 3,722 степени, а орбитални период износи 1589,745 дана (4,352 године). Ексцентрицитет орбите астероида износи 0,115.
Апсолутна магнитуда астероида износи 10,40 а геометријски албедо 0,059.
Астероид је откривен 6. априла 1891. године.